# Sebastianowo
Sebastianowo – wieś w Polsce położona w województwie wielkopolskim, w powiecie śremskim, w gminie Książ Wielkopolski.
W latach 1975–1998 miejscowość administracyjnie należała do województwa poznańskiego.
Wieś położona 4 km na południe od Książa Wielkopolskiego przy drodze powiatowej nr 4084 z Mchów do Charłubia.

## Osoby związane z miejscowością
- Antoni Baraniak - ur. 1 stycznia 1904 w Sebastianowie, polski biskup rzymskokatolicki, salezjanin, kapelan i sekretarz prymasów Polski kardynała Augusta Hlonda (1933–1948) oraz Stefana Wyszyńskiego (1949–1951), biskup pomocniczy gnieźnieński w latach 1951–1957, arcybiskup metropolita poznański w latach 1957–1977.